# The Career of Katherine Bush
The Career of Katherine Bush è un film muto del 1919 diretto da Roy William Neill. Tratto dal romanzo omonimo di Elinor Glyn, pubblicato a New York nel 1906, racconta la romantica storia di Katherine Busch, interpretata da Catherine Calvert, coinvolta in una storia d'amore contrastata con un appartenente all'aristocrazia inglese.
Viene considerato un film perduto.

## Trama
Katherine Bush appartiene a una famiglia della middle-class inglese ma aspira a salire nella scala sociale. Diventata la segretaria di Lady Garribardine, viene corteggiata dal nipote della sua padrona, Gerard, infelicemente sposato. Lei approfitta dell'infatuazione di Gerard per lei, per farsi presentare il duca di Mordryn, un politico di grande influenza. Mordryn si innamora di lei e le propone di sposarlo, superando la differenza di classe. Ma Katherine rifiuta la proposta a causa di una sua precedente relazione intrattenuta con Lord Algernon Fitz-Rufus, un aristocratico che l'ha aiutata ad acquisire le buone maniere che le sono servite per entrare nell'alta società. Il duca riconosce il nobile carattere di Katherine e continua a insistere nel volerla sposare. La giovane finisce per accettare il matrimonio.

## Produzione
Il film fu prodotto dalla Famous Players-Lasky Corporation.

## Distribuzione
Il copyright del film, richiesto dalla Famous Players-Lasky Corp., fu registrato il 7 luglio 1919 con il numero LP13927.
Distribuito dalla Famous Players-Lasky Corporation, il film - presentato da Adolph Zukor - uscì nelle sale cinematografiche USA il 3 agosto 1919.
Non si conoscono copie ancora esistenti della pellicola che viene considerata presumibilmente perduta.